# UFC 11
UFC 11: The  Proving Ground var en mixed martial arts-gala arrangerad av Ultimate  Fighting Championship (UFC) i Augusta i Georgia i USA på  Augusta Civic Center den 20 september 1996.